# Fünffachbindung

Die Struktur des [CrC_{6}H_{3}-2,6-(C_{6}H_{3}-2,6-(CHMe_{2})_{2})_{2}]_{2}

Eine Fünffachbindung ist eine Form der chemischen Bindung zwischen zwei Atomen, die über Elektronenpaare vermittelt wird (Elektronenpaarbindung). Zwischen den Atomen gewährleisten fünf Paare von Bindungselektronen den Zusammenhalt des darauf aufbauenden Moleküls.
Die erst im November 2005 von Philip Power et al. entdeckte Fünffachbindung besteht aus einer Metall-Metall-Bindung der Verbindung Ar–Cr2–Ar (dunkelrote Kristalle, thermisch stabil bis 200 °C) mit einem Aryl-Rest (Ar = Terphenyl-Ligand C6H3-2,6-(C6H3-2,6-iPr2)2). 
Die Bindung setzt sich aus folgenden einzelnen Bindungen zusammen:
- einer σ-Bindung (dz2)
- zwei π-Bindungen (jeweils entartet, eine Knotenebene, dxz, dyz)
- zwei δ-Bindungen (jeweils entartet, zwei Knotenebenen, dxy und dx2-y2)

Damit unterscheidet sich die Fünffachbindung nur durch eine zusätzliche (entartete) δ-Bindung von der Vierfachbindung.
Mittlerweile sind darüber hinaus auch Fünffachbindungen auf Basis von N-Donorliganden bekannt.